# Una solitudine troppo rumorosa
Una solitudine troppo rumorosa è un romanzo dello scrittore ceco Bohumil Hrabal, pubblicato nel 1987 per la casa editrice Einaudi.

## Trama
Hant'a lavora da trentacinque anni a una pressa compattatrice di carta. Svolgendo il suo lavoro, ogni tanto raccoglie libri scartati e pronti per essere distrutti e li accumula nella propria abitazione. Hant'a diventa così "istruito contro la sua volontà": conosce e impara i pensieri di Hegel, Nietzsche, Kant e di altri scrittori importanti. Hant'a vive in un continuo stato di ubriachezza, dovuto alle numerose birre che beve durante il lavoro.
L'apertura di una nuova pressa, tecnologicamente più avanzata, provoca a Hant'a una sorta di estraniamento e di malessere che lo avvicina al suicidio.

## Adattamento
Il gruppo Legittimo Brigantaggio ha tratto un brano dal titolo "I cieli non sono umani" ispirato al romanzo e contenuto nell'album Liberamente tratto....